# Струмица (община)
Струмица (макед. Општина Струмица) — община в Северной Македонии. Расположена в юго-восточной части страны. Население составляет 54 676 человек (2002 год).
Административный центр — город Струмица.
Площадь территории общины 321,49 км².
Этническая структура населения в общине по переписи населения 2002 года:
- македонцы — 50 258 чел. (91,2%);
- турки — 3 754 чел. (6,9%);
- остальные — 664 чел. (1,9%)